# Jésus Rocha
Jésus Rocha (ur. 15 października 1939 w Diamantinie, zm. 13 lipca 2006) – brazylijski duchowny katolicki, biskup Oliveiry w latach 2004-2006.

## Życiorys
Święcenia kapłańskie przyjął 1 stycznia 1966 i został inkardynowany do archidiecezji Brasília. Był m.in. sędzią i przewodniczącym archidiecezjalnego sądu kościelnego, wikariuszem biskupim, a także ekonomem i rektorem stołecznego seminarium.
1 grudnia 1993 papież Jan Paweł II mianował go biskupem pomocniczym Brasílii i biskupem tytularnym Mutii. Sakry biskupiej udzielił mu 25 lutego 1994 kard. José Freire Falcão.
20 października 2004 został mianowany biskupem diecezjalnym Oliveiry. Ingres odbył się 22 grudnia 2004.